# Bahnhof Budapest-Nyugati
Der Bahnhof Budapest-Nyugati (umgangssprachlich und früher offiziell Nyugati pályaudvar, abgekürzt Nyugati pu., deutsch: Westbahnhof) ist nach dem Bahnhof Budapest-Keleti (Ostbahnhof) und vor dem Bahnhof Budapest-Déli (Südbahnhof) der zweitgrößte Fernbahnhof der ungarischen Hauptstadt Budapest, der 1877 anstelle des als Pesti indóház bezeichneten Ausgangsbahnhofes der ersten ungarischen Eisenbahnstrecke von 1846 errichtet wurde. Der Bahnhof wird jährlich von 18 Millionen Reisenden genutzt.
In architektonischer Sicht gilt er als der interessanteste Bahnhofsbau der Stadt.

## Lage und Bedeutung
Der Bahnhof liegt am Nyugati tér im Stadtteil Pest im VI. Bezirk. Nördlich angrenzend ist eines der größten Einkaufszentren Budapests zu finden, das Westend City Center.
Obwohl der Bahnhof nordöstlich des Stadtzentrums von Budapest liegt, wurde er als Westbahnhof bekannt, da von dort aus die Züge in Richtung Westen, vor allem nach Wien, abfuhren. Heute fahren von Budapest-Nyugati zumeist Züge in den Osten des Landes sowie Eurocity-Züge nach Prag; ein Zugpaar verkehrt weiter nach Hamburg.
In der Zeit seines Bestehens trug er bereits mehrere Namen:
- Budapest Westbahnhof
- Budapest nyugoti p.u.
- Budapest-Nyugati pu. (bis etwa 2009)
- Budapest-Nyugati

Der Zusatz pályaudvar bei großen ungarischen Bahnhöfen, in Unterscheidung zu állomás für eine Station oder einen kleineren Bahnhof, wird seit etwa 2010 nur noch umgangssprachlich und nicht mehr in bahnbetrieblichen Unterlagen verwendet.

## Geschichte

### Vorgängerbahnhof Pesti indóház

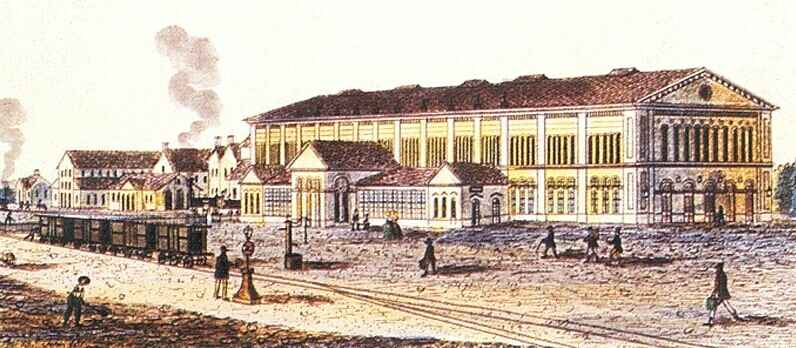
Pesti indóház, zeitgenössischer Kupferstich

Als Ausgangspunkt der ersten ungarischen Eisenbahnstrecke von Pest nach Vác  wurde 1845 mit dem Bau eines Kopfbahnhofes begonnen, der sich in etwa auf dem Gelände des heutigen Westbahnhofes befand. Das Empfangsgebäude wurde vom Wiener Architekten Paul Wilhelm Eduard Sprenger im klassizistischen Stil entworfen und von Architekt Mátyás Zitterbarth aus Pest erbaut. Bei seiner Eröffnung galt der Bahnhof als größter auf dem Gebiet der österreichisch-ungarischen Monarchie.
Am 15. Juli 1846 fuhr vom Pesti indóház (deutsch wörtlich: „Pester Abfahrtshaus“) genannten Bahnhof der erste lokbespannte Zug Ungarns in das etwa 35 Kilometer donauaufwärts gelegene Vác.
Daraufhin begann ein stetiger Wachstum des ungarischen Eisenbahnnetzes; besonders nach dem Österreichisch-ungarischen Ausgleich von 1867 wuchs der Schienenverkehr rasch an, sodass die vorhandenen Bahnhofsanlagen nicht mehr den Anforderungen genügten und ein Neubau in Erwägung gezogen wurde.
Der Bahnhof wurde ursprünglich von der Ungarischen Central-Bahn errichtet, ging später auf die k.k. Südöstliche Staatsbahn über und befand sich seit 1855 im Besitz der k.k.priv. Österreichisch-ungarischen Staatseisenbahngesellschaft (StEG). Diese unter französischem Einfluss stehende Gesellschaft betrieb ein Streckennetz von annähernd 1.000 Kilometern quer durch Österreich-Ungarn von Bodenbach an der sächsisch-böhmischen Grenze über die Knotenpunkte Prag, Wien, Brünn, Pressburg, Budapest und Szegedin bis ins Banat und Orsova an der Donau.

### Neubau durch die StEG

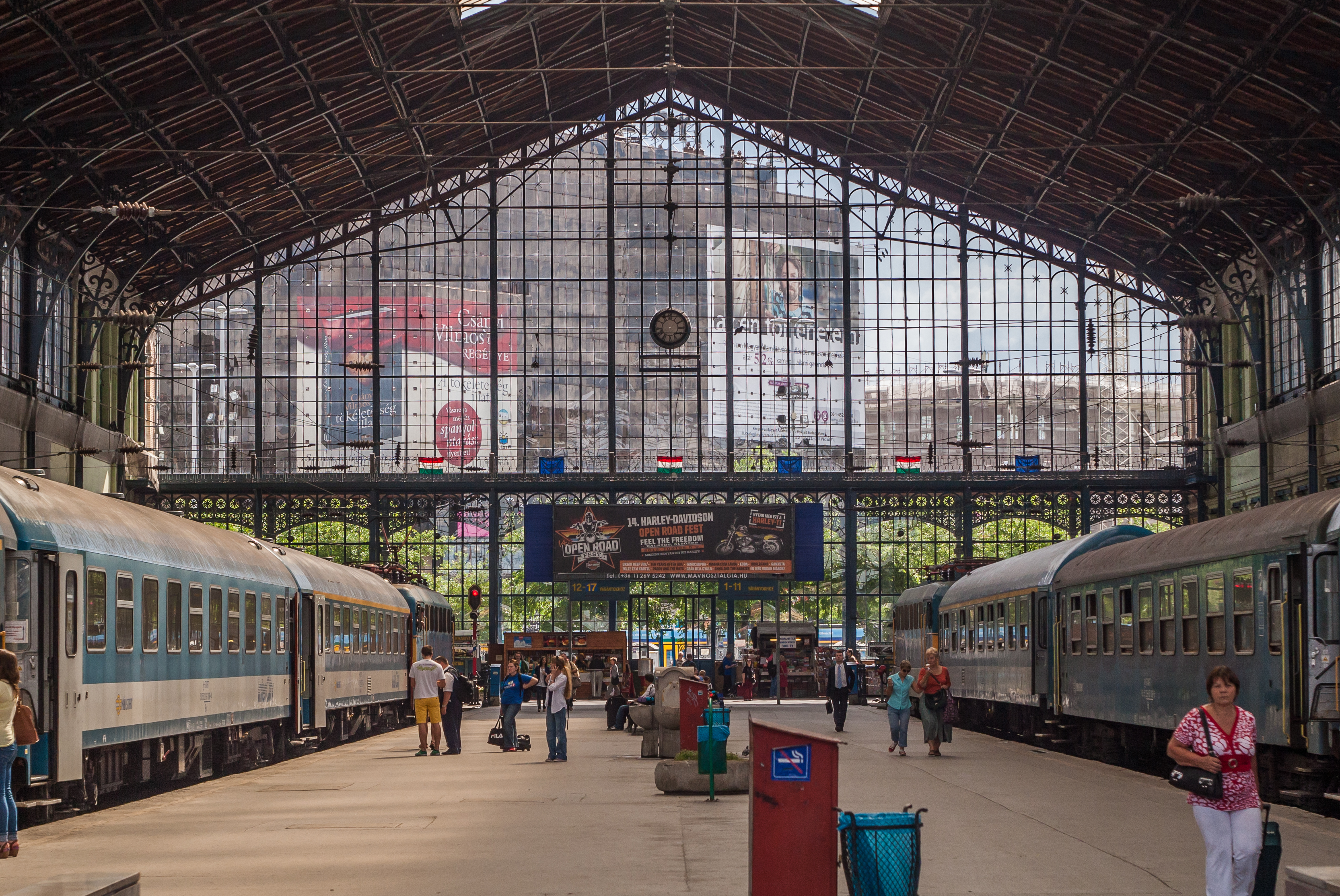
Bahnhofshalle (2013)

1869/70 erfolgte eine letzte Erweiterung des Pesti indóház in Form eines Bürogebäudes an der Stirnseite, jedoch wurde kurz danach ein Neubau des allmählich zu klein gewordenen Bahnhofs unumgänglich. Grund dafür war ein neuer Stadtregulierungsplan, der die Anlage der Ringstraße über den Grund des eben erst errichteten Bürogebäudes vorsah.

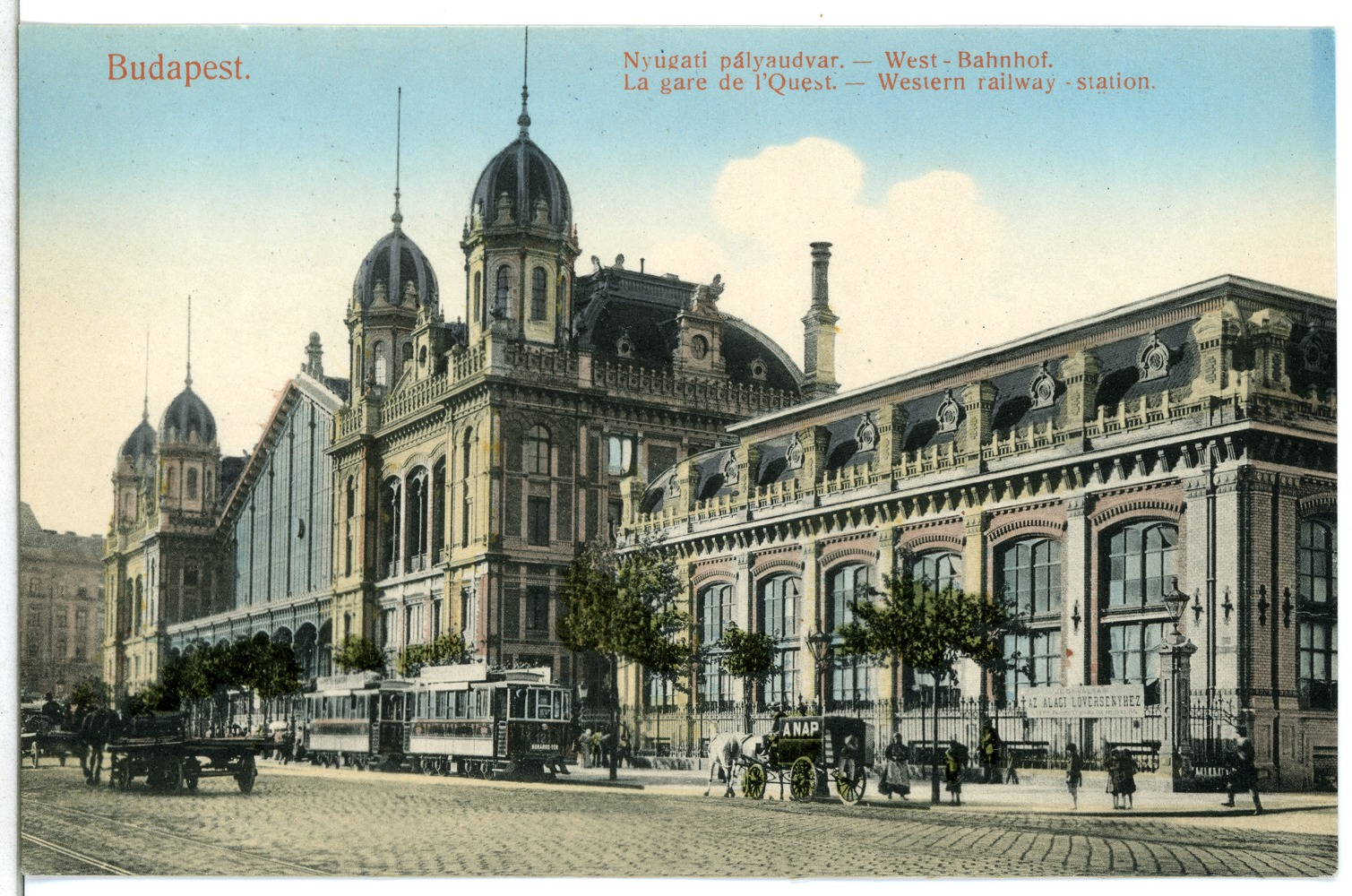
Der Bahnhof im Jahr 1911

Im Gegensatz zum 1870 eröffneten Wiener Ostbahnhof, der aufgrund des nahegelegenen Arsenals bestimmten baulichen Beschränkungen unterworfen war, konnte sich die StEG in Budapest ein deutlich größeres und prunkvolleres Aufnahmsgebäude leisten. Dennoch musste StEG-Baudirektor Auguste de Serres die Wünsche von Bahngesellschaft und Stadtverwaltung in Einklang bringen, was die Zurückverlegung der Bahnhofshalle und den Abschluss dieser mit einer Glasfront gegen die Ringstraße bedingte.
Die offizielle Ausschreibung für den Bau des Bahnhofs gewann das Pariser Architekturbüro Eiffel & Comp., welches einige Jahre später durch den Bau des Eiffelturms zu Weltruhm gelangte. Die Stahlkonstruktion der Halle lieferte die Compagnie Fives-Lille. Der Bahnhof wurde wie der Vorgänger als Kopfbahnhof entworfen.
Mit dem Bau der Haupthalle wurde 1874 begonnen, wobei die Schwierigkeit nicht nur in der Architektur lag, sondern auch darin, den Eisenbahnverkehr in der darunter gelegenen alten, 1846 erbauten Bahnhofshalle nicht zu stören. Man entschied sich dafür, die neue größere Halle während des Bahnbetriebes über der alten Halle zu errichten. 1877 konnte man den Bau der imposanten Eisenkonstruktion abschließen und die darunter gelegene alte Bahnhofshalle abtragen.
1891 wurden die ungarischen Strecken der StEG verstaatlicht, der Bahnhof kam zur Ungarischen Staatsbahn (MÀV).

### Architektur

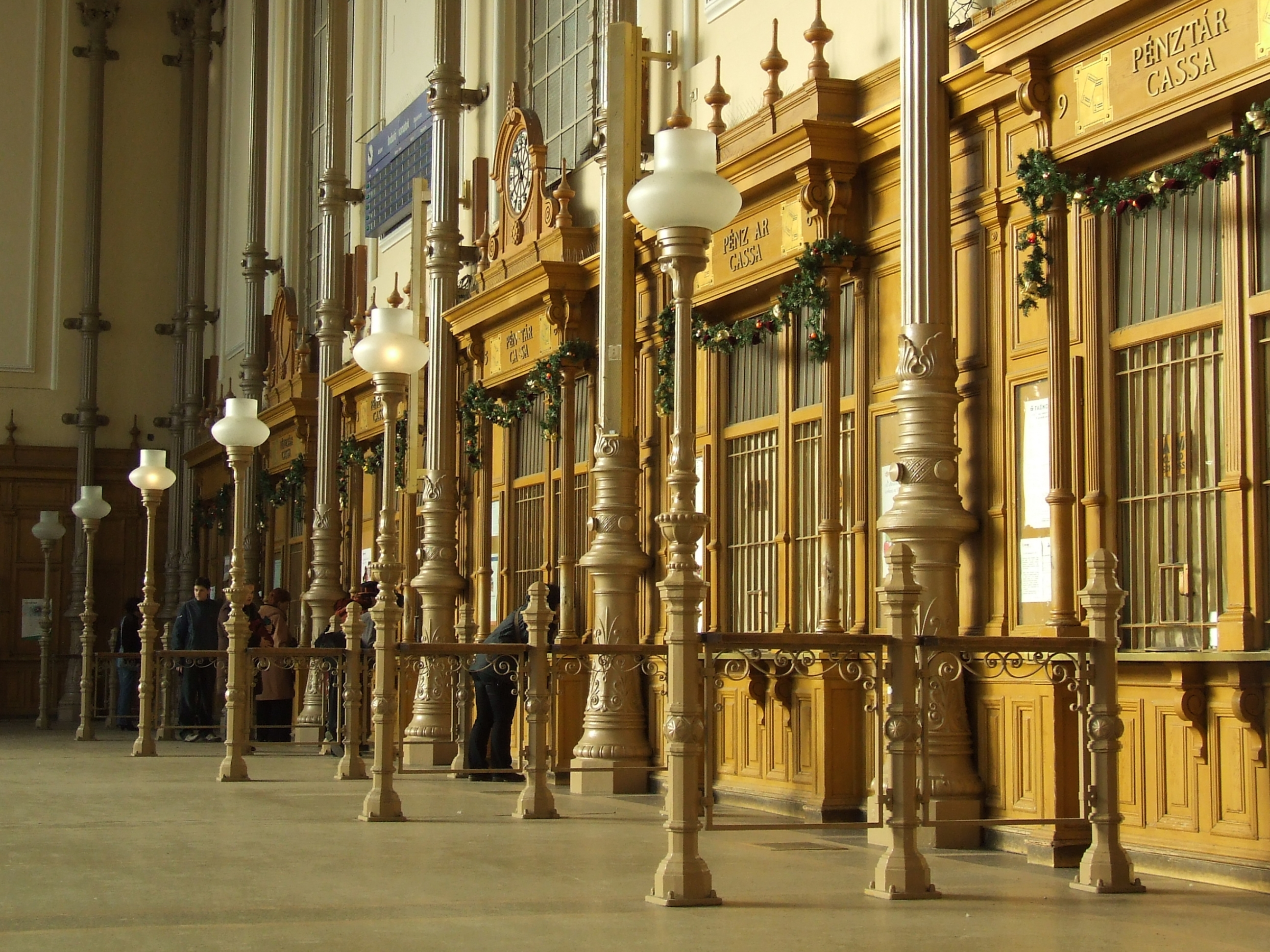
Fahrkartenschalter (2007)

Auffällig ist die große Glasfassade des Westbahnhofes mit den drei weit ausladenden Eingangstüren nach französischen Vorbildern. Dahinter befindet sich die aus Stahl und Glas errichtete Mittelhalle des Architekten Gustave Eiffel, welche sich durch ihre Transparenz und Leichtigkeit auszeichnet.

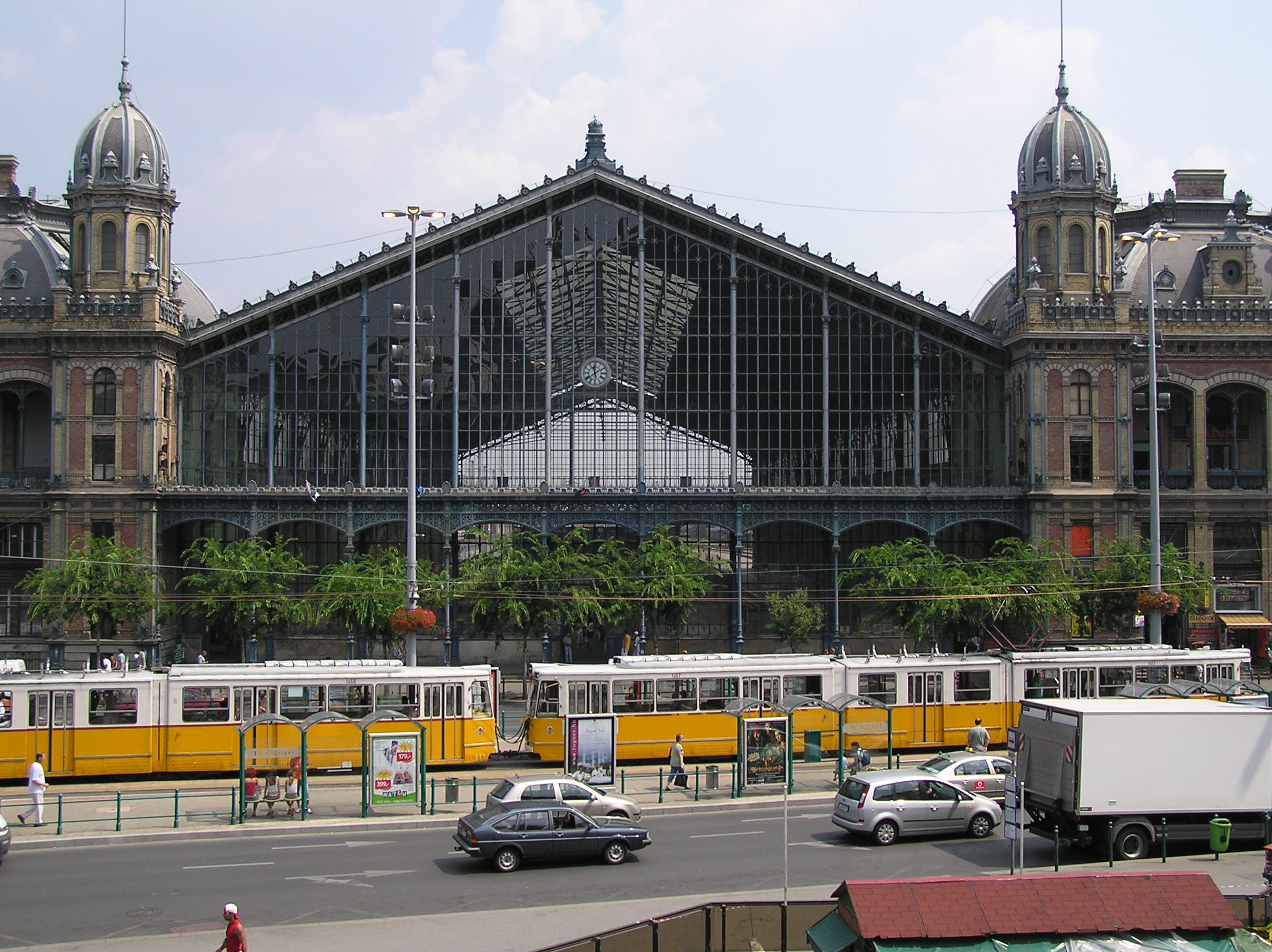
Glasfassade der Haupthalle

Eiffel griff auf den von einem französischen Eisenbahningenieur in der ersten Hälfte des 19. Jahrhunderts entwickelten Polonceau-Träger zurück. Dieser spezielle Trägertyp eignete sich hervorragend für weit gespannte Bahnhofshallen und wurde für viele berühmte Bahnhöfe, wie z. B. den Gare du Nord in Paris eingesetzt. Zu Beginn des 20. Jahrhunderts wurde das Prinzip der Polonceau-Binder hauptsächlich für den Bau von Sporthallen genutzt.

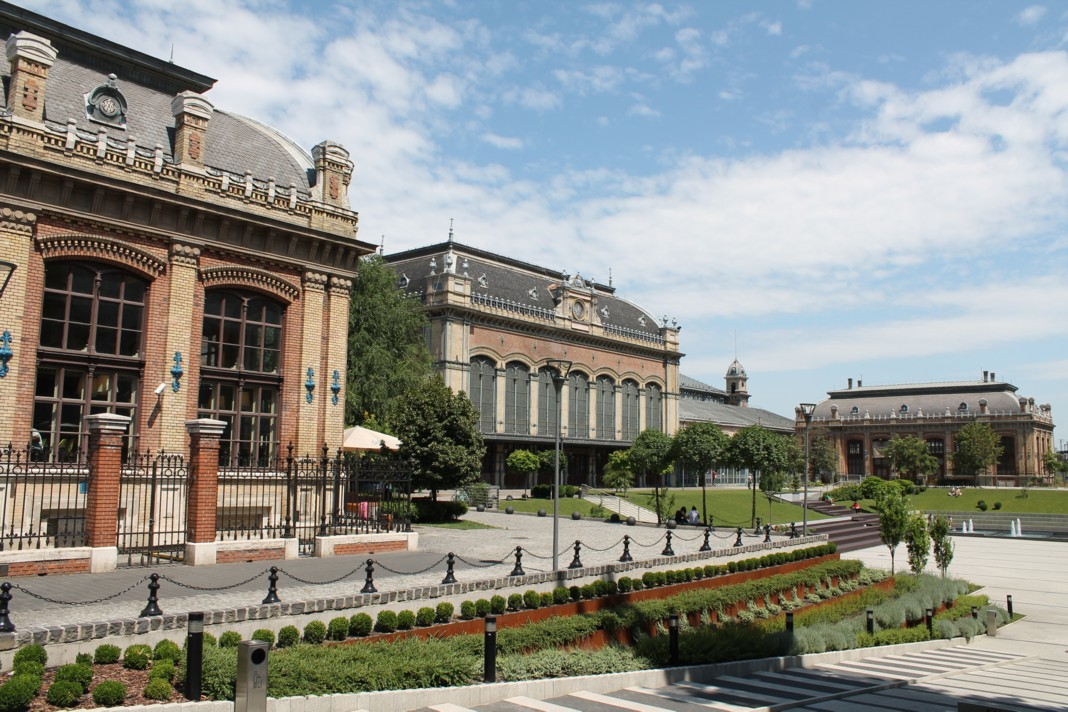
Seitentrakt

In dieser Zeit entstanden viele interessante Bahnhofsgebäude, welche teilweise gesonderte Wartesäle mit Marmorwänden und edlem Interieur für königliche Besuche besaßen. So ist auch im Gebäude des heutigen Westbahnhofs der Wartesaal für die königliche Familie erhalten, von außen erkennbar am über dem Eingang angebrachten Wahlspruch des Königs Franz Joseph: Viribus unitis („Mit vereinten Kräften“).

### Daten
- Länge der Bahnhofshallen: 146 m
- Spannweite der Hallen: 42 m
- Höhe der Mittelhalle: 25 m

## Der Bahnhof heute

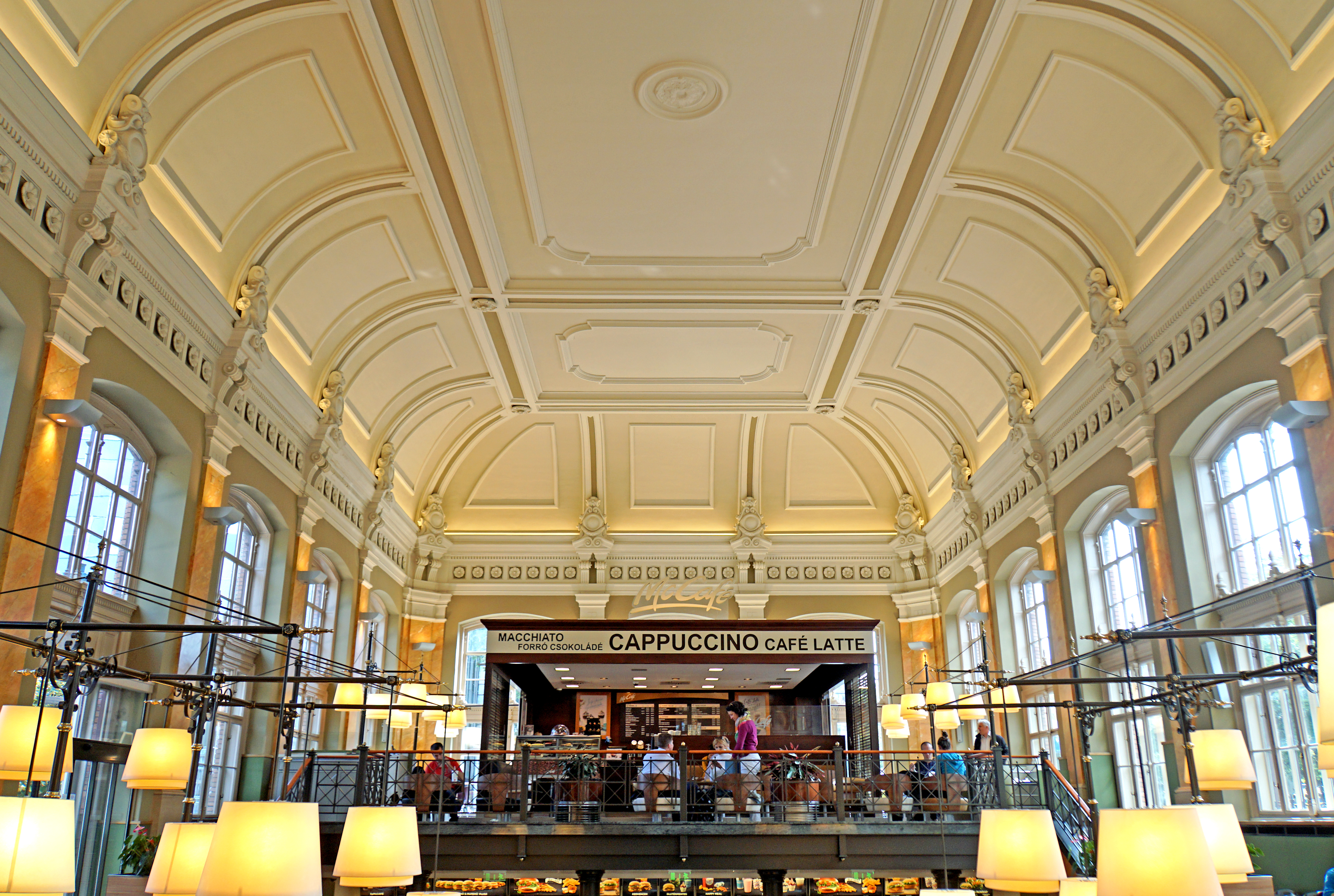
Café im Wartesaal

Ende der 1980er Jahre war die Bausubstanz schwer vom Alter gezeichnet. Für eine Sanierung des Gebäudes fehlten der Stadt allerdings die finanziellen Mittel. 1990 suchte man einen Investor für das ehemalige Bahnhofsrestaurant und fand ihn im Fast-Food-Konzern McDonald’s, wobei das ursprüngliche Erscheinungsbild dennoch weitestgehend beibehalten werden konnte.
In den Jahren 2020/21 wurden das Dach und die Verglasung der Bahnhofshalle sowie die straßenseitige Fassade des Empfangsgebäudes saniert. 2022 wurden Pläne zum großzügigen Um- und Neubau des Bahnhofes bekannt. Geplant ist ein moderner mehrgeschossiger Bau mit sechs zusätzlichen unterirdischen Gleisen unter der historischen Bahnhofshalle, welche für eine spätere Anbindung an einen noch zu bauenden Tunnel unter der Donau vorbereitet sind. Der Neubau wird hinter das historische Bahnhofsgebäude gesetzt, die Halle soll dadurch ihre Funktion weitestgehend verlieren.

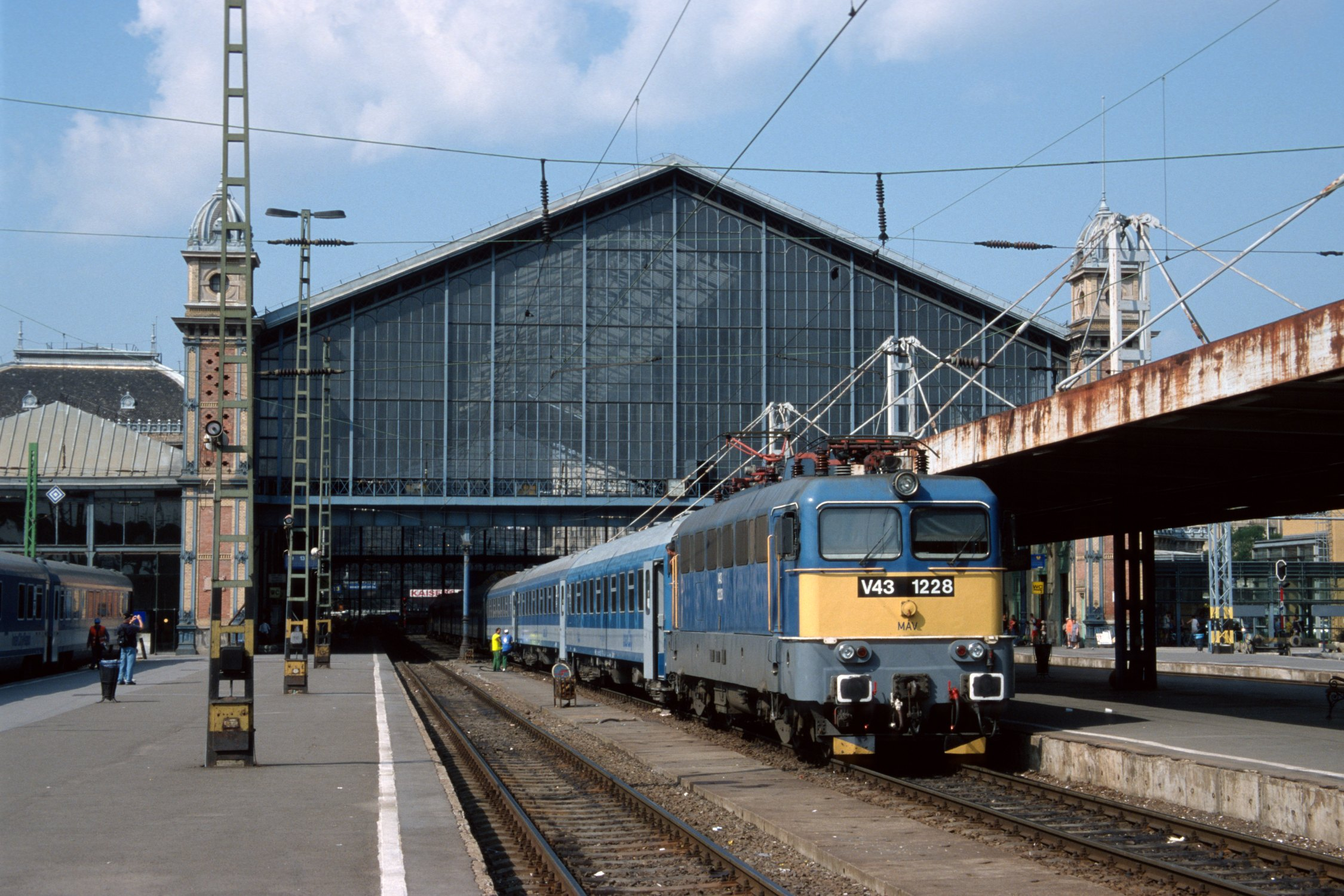
Zug an einem Bahnsteig der Mittelhalle (2003)

### Anbindung an den ÖPNV
Unmittelbar vor dem Bahnhof am Nyugati tér befindet sich die Haltestelle Nyugati pályaudvar der Metrolinie M3 der Metró Budapest.
Daneben halten dort mehrere Straßenbahnlinien, die einerseits die Pester Innenstadt ringförmig umfahren, andererseits, wie die ebenfalls dort haltenden Buslinien, über die Donau in den Stadtteil Buda führen.

### Nostalgiefahrten
Die ungarische Eisenbahngesellschaft MÁV bietet im Rahmen ihres Sommerprogramms Fahrten in nostalgischen ungarischen Zügen an. Von Anfang April bis Ende Oktober starten jeden zweiten Samstag Züge vom Westbahnhof zum Donauknie.
Einmal im Jahr fährt der historische, kaiserliche Sissi-Zug vom Nyugati-Bahnhof nach Gödöllö, wo sich Schloss Gödöllö, das damalige Lieblingsschloss der Kaiserin Elisabeth, befindet. Zu diesem Anlass wird auch der kaiserliche Wartesaal vorübergehend zugänglich gemacht.

## Filme
- Bahnhofskathedralen – Europas Reise-Paläste. Budapest. (OT: Gares d’Europe, les temples du voyage. Budapest.) Dokumentarfilm, Frankreich, 2018, 43:05 Min., Buch und Regie: Jeremy J. P. Fekete, Produktion: Yuzu Productions, arte France, ServusTV, Reihe: Bahnhofskathedralen – Europas Reise-Paläste (OT: Gares d’Europe, les temples du voyage), Erstsendung: 26. Oktober 2018 bei arte, Inhaltsangabe von ARD.
- Bahnhöfe Europas erzählen Geschichte(n), Fernsehserie, Lichtfilm GmbH Köln, 1991. Von Wolfgang Bergmann Martin Patek Francisco Aguirre Neilo Correale, 9 × 30 Minuten, Teil 4 behandelt den Budapester Westbahnhof, Inhaltsangabe von Lichtfilm. Als DVD und als Video on Demand erhältlich.